# Здание рынка в Монмуте

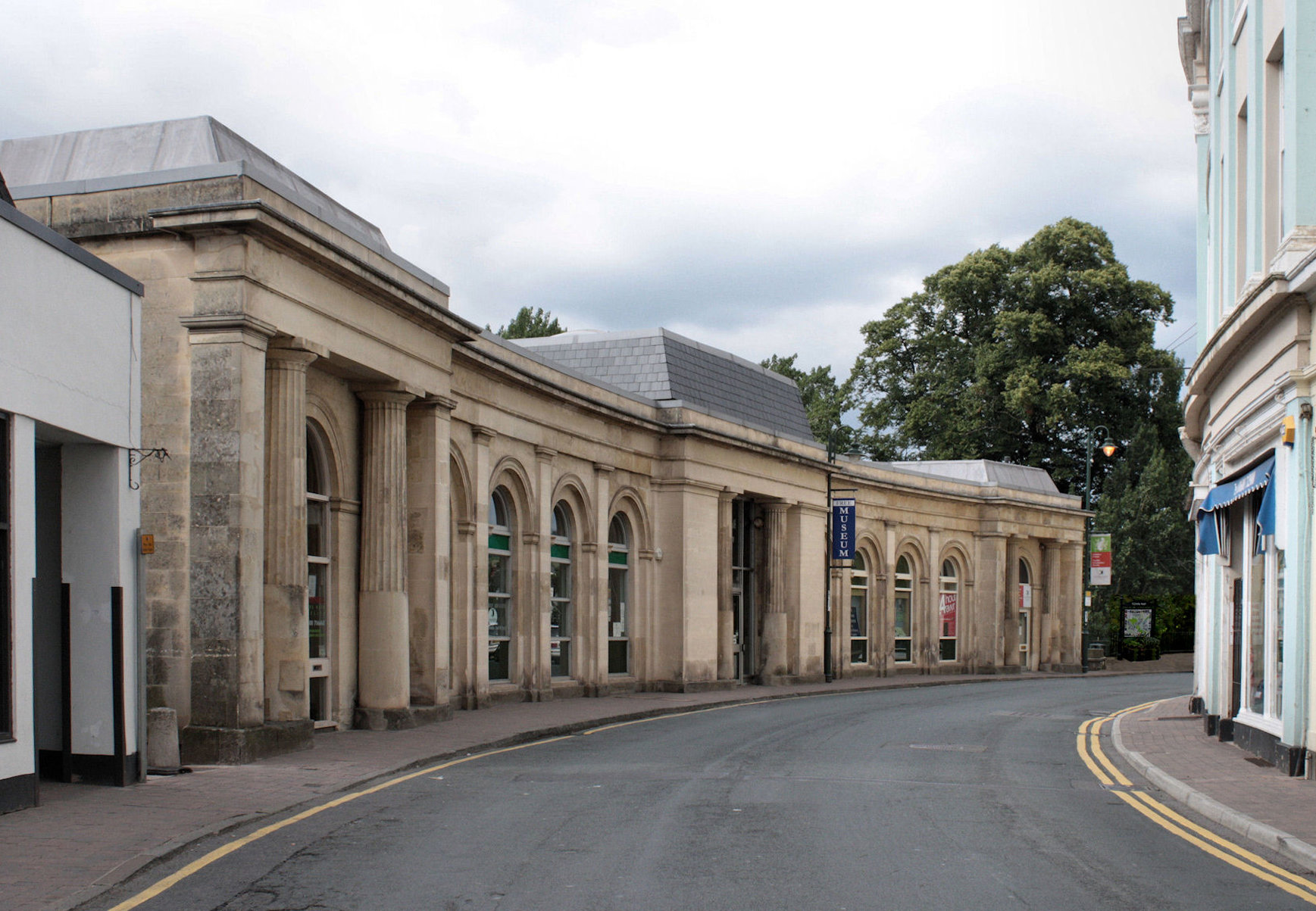
Здание рынка в Монмуте, в котором сейчас расположен Монмутский музей

Здание рынка в Монмуте (англ. Market Hall) — ранневикторианское здание в Монмуте авторства архитектора Джорджа Вона Мэддокса (George Vaughan Maddox). Было построено в 1837—39 годах как центральный элемент реконструкции части центра города. Сильно пострадало от пожара в 1963 году, было частично восстановлено, и в настоящее время в нём расположен Монмутский музей (бывший музей Нельсона). Задняя часть здания, изначально — скотобойни, выходит на реку Монноу. 27 июня 1952 года здание получило статус II как объект культурного наследия и входит в «Тропу культурного наследия Монмута».

## Оригинальное здание

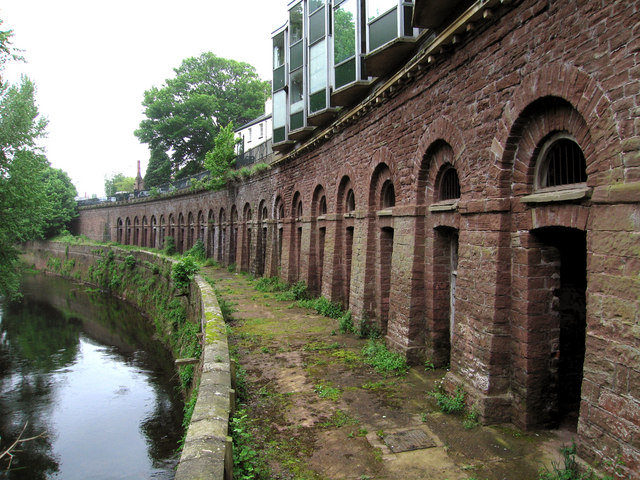
Вид на бойни

В 1830-х годов главная дорога в центре Монмута, Чёрч-стрит, становилась всё более перегружена. Улица была узкой и использовалась большинством мясников города. Согласно местной легенде, местный производитель пряников, миссис Сайнер (Syner), закрывала ставни своего магазина на Чёрч-стрит однажды вечером, когда лошади почтового дилижанса пошли галопом; одна из деталей экипажа зацепила её фартук, из-за чего её проволокло по земле. После этого происшествия она отняла у кучера кнут, выбила ему ручкой кнута несколько зубов и пошла обратно в магазин, писать ходатайство о новой дороге в объезд Чёрч-стрит. Городской совет организовал конкурс на лучший проект, с премией победителю в 10 фунтов. В проект должен был быть включен новый крытый рынок.
Приз выиграл местный архитектор Джорджа Вон Мэддокс, который предложил новую дорогу, идущую на запад от центра города, непосредственно над берегом реки Монноу.
Работа над новой дорогой началась в 1834 году. Строительство нового крытого рынка началось в 1837 году, и он был открыт в январе 1840 года.

## Пожар
В марте 1963 года вся центральная часть здания крытого рынка была уничтожена в результате пожара, который начался в газетно-канцелярском киоске на первом этаже. Городской совет с решающим голосом мэра Монмута решил, что здание должно быть восстановлено, а не снесено, чтобы освободить место под парковку, хотя нехватка средств означает, что верхний этаж и башня с часами не могут быть заменены. Новая плоская крыша на едином здании, вместе с модернистским использованием металла и стекла на заднем фасаде с видом на Монноу, были предоставлены в 1968—69 годах архитекторами Donald Insall Associates.
Шесть лет спустя после пожара восстановленный рынок был открыт для размещения в нём музея и почтового отделения. Предполагалось, что сюда также переедет библиотека, но этого не произошло. В остальных частях здания, помимо музея и почты, в разное время размещались уездный суд, биржа труда, Монмутширский Совет графства, офисы и кафе.
Бойни, которые видны из-за ограды за южной частью крытого рынка, остаются нетронутыми физически, но заброшены, ветхи и подвергаются вандализму. Выдвигались различные варианты использования боен, но безуспешно. Осуществимый проект по изучению потенциала помещений был предложен Советом графства в 2009 году.